# Titurius
Titurius is een kevergeslacht uit de familie van de boktorren (Cerambycidae). De wetenschappelijke naam van het geslacht werd voor het eerst geldig gepubliceerd in 1875 door Pascoe.

## Soorten
Titurius omvat de volgende soorten:
- Titurius calcaratus Pascoe, 1875
- Titurius intonsodorsalis McKeown, 1942
- Titurius salebrosus McKeown, 1942